# ألعاب مكابيه 1997

شعار ألعاب مكابيه 1973.

ألعاب مكابيه 1997 هي النسخة الخامسة عشر من ألعاب مكابيه ولقد عقدت عام 1997 في مدينة رمات غان في إسرائيل. شارك 5500 رياضي من 33 دولة مختلقة في 34 حدث. توجد 3 دول شارك لأول مره في تاريخ الألعاب وهي : قرغيزستان ومالطا وسلوفاكيا.

## الدول التي شاركت
| - أستراليا (400) - النمسا - كندا - تشيلي - كولومبيا - كوستاريكا - كرواتيا | - جمهورية التشيك - فنلندا - فرنسا - جورجيا - هنغاريا - إسرائيل - قرغيزستان - ليتوانيا - مالطا | - المكسيك - مولدوفا - نيوزيلندا - النرويج - بنما - الباراغواي - بولندا | - البرتغال - رومانيا - روسيا - سنغافورة - سلوفاكيا - إسبانيا - السويد | - سويسرا - جنوب أفريقيا - تركيا - المملكة المتحدة - الولايات المتحدة |

## روابط خارجية
- ملخصات للألعاب مكابيه